# Slijtlaag

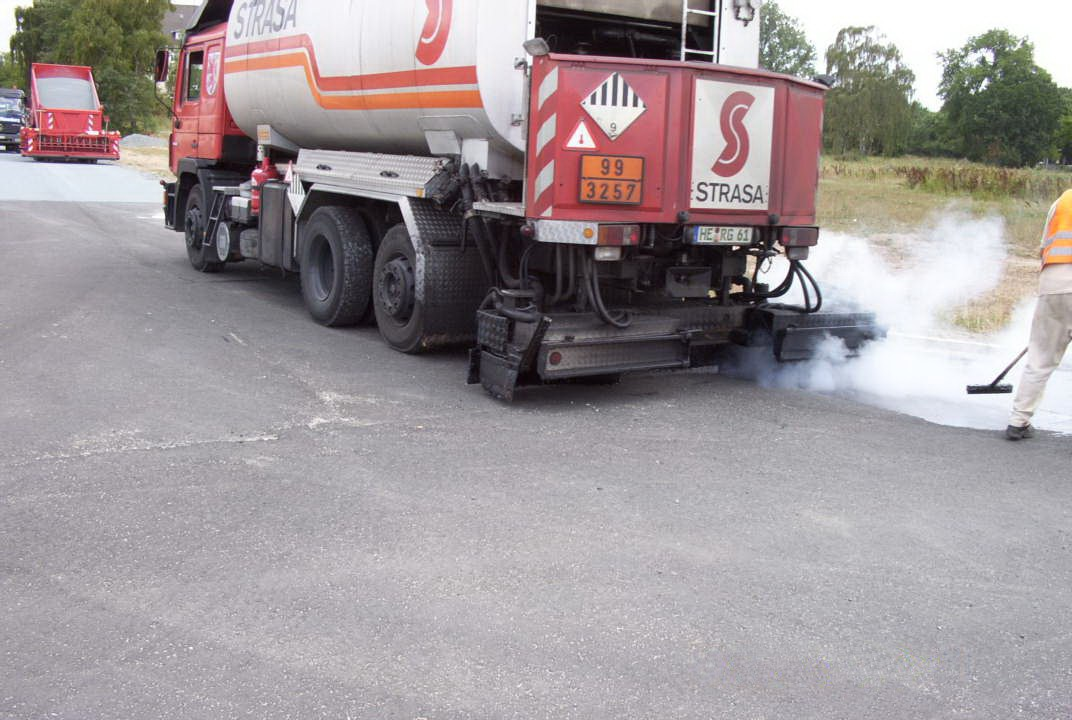
Het aanbrengen van de kleeflaag bestaande uit een bitumenemulsie.

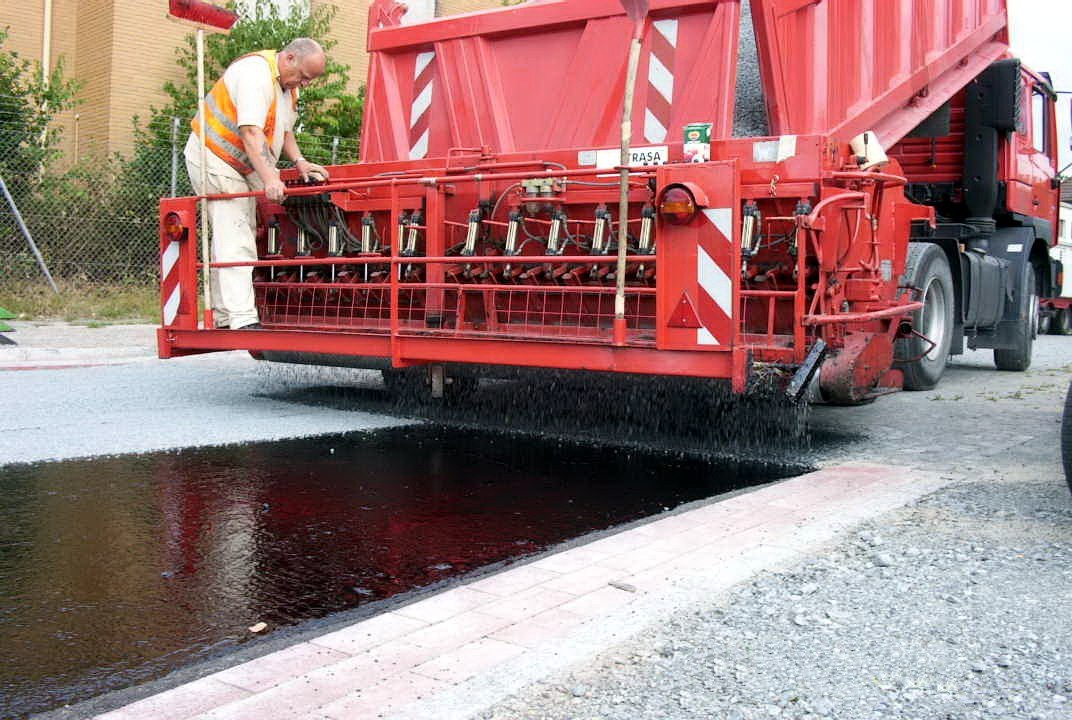
Het afstrooien van split op de kleeflaag.

Een slijtlaag, of ook wel een oppervlaktebehandeling of conserveringslaag genoemd, is een dunne laag gebroken steenslag (split) die met behulp van een kleeflaag van bitumen op een bestaande asfaltverharding gekleefd wordt. Het doel is om scheurtjes en oneffenheden te dichten en daarmee het asfalt te conserveren en te beschermen tegen de weersinvloeden en ultraviolette straling. Scheurtjes kunnen zich vullen met water en bij vorst zet dit water uit en drukt de steentjes waaruit het asfalt bestaat uit elkaar waardoor het asfalt gaat "rafelen".
De term slijtlaag heeft in feite niets (meer) met slijtage te maken.